# Верин-Геташен
Верин-Геташен (арм. Վերին Գետաշեն) — село в Гехаркуникской области Армении.

## География
Село расположено в юго-западной части марза, на левом берегу реки Аргичи, к югу от автодороги , на расстоянии 35 километров к юго-востоку от города Гавар, административного центра области. Абсолютная высота — 1980 метров над уровнем моря.
Климат
Климат характеризуется как умеренно холодный, влажный (Dfb в классификации климатов Кёппена). Среднегодовая температура воздуха составляет 4,6 °C. Средняя температура самого холодного месяца (января) составляет −7,5 °С, самого жаркого месяца (августа) — 16,3 °С. Расчётная многолетняя норма атмосферных осадков — 1232 мм. Наибольшее количество осадков выпадает в мае (153 мм).

## Население
Численность постоянного населения по состоянию на 1 января 2023 года составляла 4458 человек.
| Год переписи | Население          | Население          | Население          | Население            | Население            | Население            |
| Год переписи | Наличное население | Наличное население | Наличное население | Постоянное население | Постоянное население | Постоянное население |
| Год переписи | Всего              | Мужчины            | Женщины            | Всего                | Мужчины              | Женщины              |
| ------------ | ------------------ | ------------------ | ------------------ | -------------------- | -------------------- | -------------------- |
| 2001         | 4203               | 2089               | 2114               | 5055                 | 2591                 | 2464                 |
| 2011         | 4510               | 2278               | 2232               | 5010                 | 2591                 | 2419                 |

| Год  | Численность | Численность |
| ---- | ----------- | ----------- |
| 1831 | 94          | [ 8 ]       |
| 1873 | 589         | [ 9 ]       |
| 1897 | 1503        | [ 8 ]       |
| 1926 | 1907        | [ 8 ]       |
| 1939 | 2268        | [ 8 ]       |
| 1959 | 2656        | [ 8 ]       |
| 1970 | 3601        | [ 8 ]       |
| 1979 | 3589        | [ 8 ]       |
| 1989 | 3916        | [ 8 ]       |
| 2001 | 5055        | [ 8 ]       |
| 2011 | 5010        | [ 10 ]      |